# Potami
Potami (Potamius) fou bisbe de Lisboa, a la meitat del segle iv. Era nadiu d'Hispània, però no se sap de quina part.
Encara que inicialment fou catòlic després fou un campió de les doctrines arrianes i se'l suposa l'autor d'un document anomenat el Segon Credo de Sírmium. Altres obres que li són atribuïdes són:
- 1. Epistola ad Athanasium Episcopum Alexandrinum de Consubstantialitate Filii Dei, també Epistola Potamii ad Athanasium ab Arianis (impetitum ?) postquam in Concilio Ariminensi subscripserunt (datada el 355)
- 2. Sermo de Lazaro
- 3. Sermo de Martyrio Esaiae Prophetae